# 法政大学大学院社会学研究科・社会学部

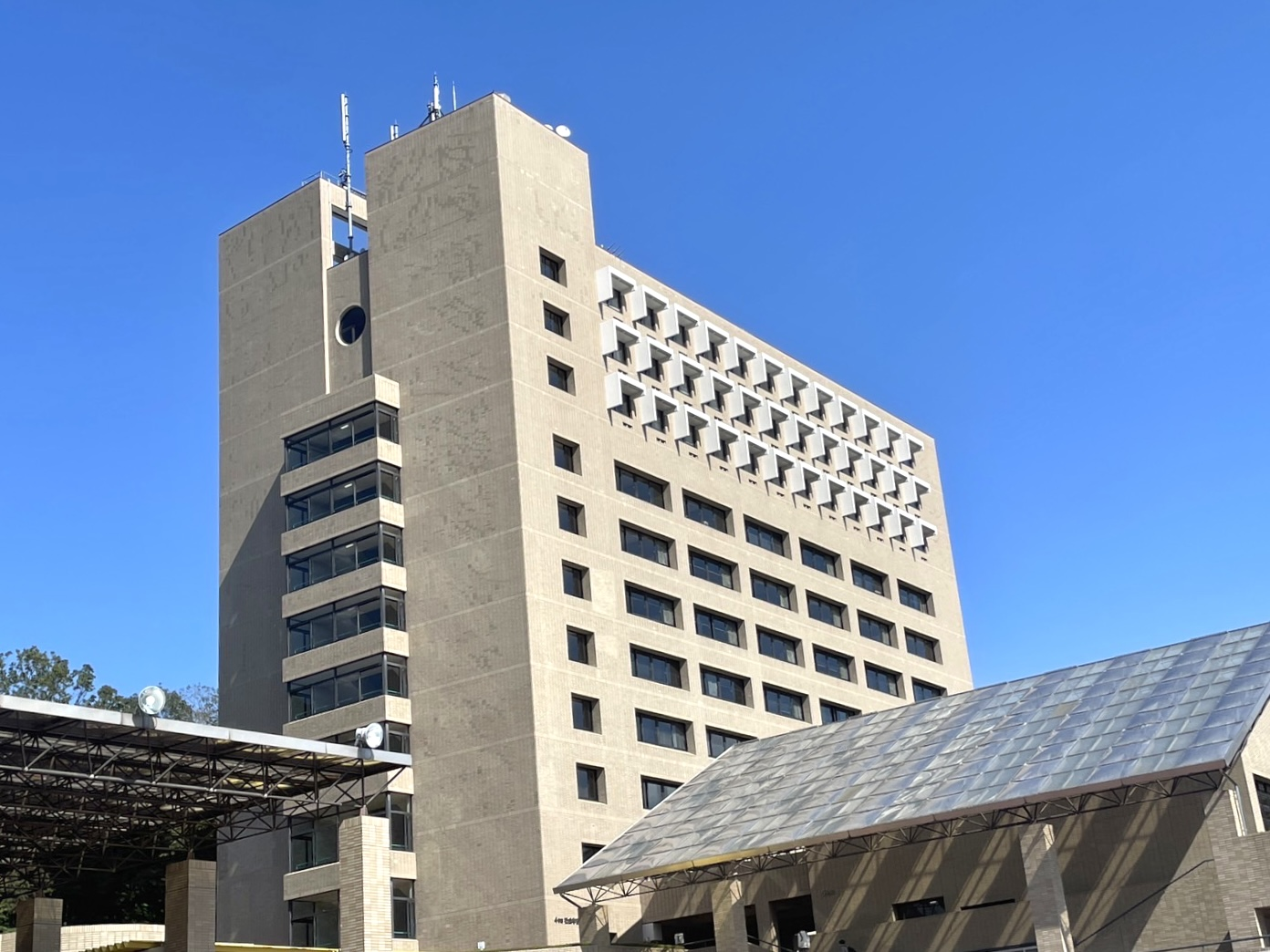
法政大学多摩キャンパス社会学部棟

法政大学社会学部（ほうせいだいがくしゃかいがくぶ、英：Faculty of Social Sciences, Hosei University）は、法政大学が設置する社会学部。
法政大学大学院社会学研究科（ほうせいだいがくだいがくいんしゃかいがくけんきゅうか）は、法政大学が設置する大学院社会学研究科。

## 概要
法政大学社会学部の発端は、渋沢栄一や徳川家達らによって設立された財団法人協調会にあり、1952年に吸収合併した中央労働学園大学の社会学部を継承新設する形となったため、国内の大学では中央労働学園大学、一橋大学に次いで3番目、私立では最古の社会学部である。
設立の後、社会学部では「広く社会問題を理解するための基礎教育」を実施するために学科制を採用する計画が浮上した。検討の結果、1957年に応用経済学科、1960年に社会学科が設置されることになり、これによって二学科制が実現した。しかし社会情勢の変遷などによって、次第に応用経済学科の枠組みが疑問視されるようになり、1996年の社会政策科学科設置と同時に廃止されるに至った。
法政大学社会学部は、経済学部、現代福祉学部、スポーツ健康学部と同様に法政大学多摩キャンパスに本部が置かれている。キャンパス内には18号館まで校舎が存在しているが、そのうち社会学部棟は4号館（社会学部A棟）・5号館（社会学部B棟）となっている。
法政大学社会学部の理念は、現代社会の構造と動態、社会に生きる人々の営みの様態を総合的に解明・把握し、社会的課題の解決を探究する能力を持った人材を育成することである。
現在、社会学部は社会学科、社会政策科学科、メディア社会学科の3つの学科を抱えており、また2018年度より、各学科ごとに新しくコース制が採用されている。コースは以下の通りである。
社会学科は、「人間・社会」、「地域・社会」、「文化・社会」、「国際・社会」の4コース。
社会政策科学科は、「企業と社会コース」、「サステイナビリティコース」、「グローバル市民社会コース」の3コース。
メディア社会学科は、「メディア表現コース」、「メディア分析コース」、「メディア設計コース」の3コース。

## 沿革

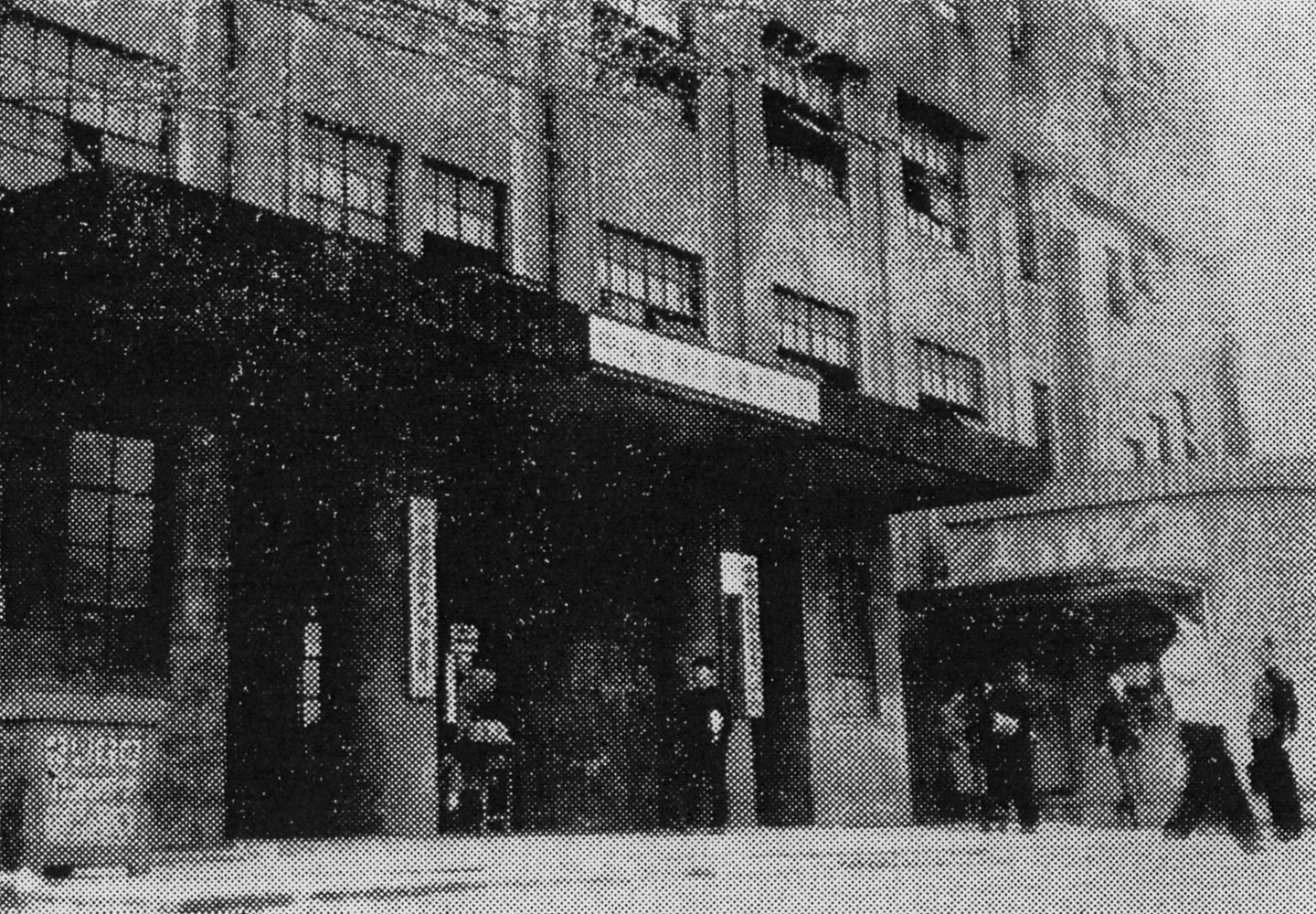
中央労働学園三ノ橋仮校舎

- 1949年（昭和24年） - 中央労働学園大学発足[4]
- 1952年（昭和27年） - 中央労働学園大学を母体とし、法政大学社会学部開設[4]
- 1954年（昭和29年） - 紀要『社会労働研究』創刊[4]
- 1957年（昭和32年） - 応用経済学科設置[4]
- 1960年（昭和35年） - 社会学科設置[4]
- 1964年（昭和39年） - 法政大学大学院社会科学研究科社会学専攻修士課程開設
- 1966年（昭和41年） - 法政大学大学院社会科学研究科社会学専攻博士課程開設
- 1996年（平成08年） - 応用経済学科廃止、社会政策学科新設
- 2004年（平成16年） - 大学院社会科学研究科社会学専攻を大学院社会学研究科へ改編

## 学部・学科

### 社会学部
- 社会学科[9]
- 社会政策科学科[10]
- メディア社会学科[11]

## 大学院
社会学研究科
- 社会学専攻（修士課程、博士後期課程）

## 学部長
- 澤柿教伸[12]

## 関連施設
- 社会学部棟
- 大原社会問題研究所
- 日本統計研究所[13]

## 交通アクセス
〒194-0298 東京都町田市相原町4342
- 【JR線】 JR横浜線：相原駅から神奈川中央交通で約13分
- 【JR線】  JR中央線：西八王子駅から京王電鉄バス、京王バスで約22分
- 【京王線】 京王高尾線：めじろ台駅から京王電鉄バス、京王バスで約10分

## 著名な出身者

### 政界・経済界
- 青山周平 - （衆議院議員、元文部科学大臣政務官）
- 山田勝彦 - （衆議院議員）
- 江崎孝 - （参議院議員）
- 小沢和夫 - （元岩手県釜石市長）
- 木村俊雄 -（神奈川県寒川町長）
- 高橋昌和 -（神奈川県秦野市長）
- 小沢遼子 - （元埼玉県議会議員・浦和市議会元議員、社会評論家）
- 吉田一郎 - （埼玉県さいたま市議会議員、ジャーナリスト、飛び地研究家）
- 竹中宣雄 - （ミサワホーム社長、プレハブ建築協会副会長、経済学者の竹中平蔵は実弟にあたる
- 青木良元 - (利根コカ・コーラボトリング(現コカ・コーライーストジャパン)元社長、キッコーマン常勤顧問
- 清雲栄純 - (ジェフユナイテッド取締役、元プロサッカー選手・監督、本学スポーツ健康学部教授)
- 森田英克 - （KLab社長CEO）
- 和多田進 - （晩聲社創立者、週刊金曜日初代編集長・社長）
- 斉藤準一 - （神奈川新聞社長）
- 森田勝治 - （テレビ和歌山元社長）
- 大島佳久 - （サンテレビジョン元社長）
- 阿波誠一 - （ヤマト運輸社長）

### マスコミ
- 是永千恵 - （NHKアナウンサー）
- 鈴木奈穂子 - （NHKアナウンサー）
- 瀬田宙大 - （NHKアナウンサー）
- 田所拓也 - （NHKアナウンサー）
- 千葉美乃梨 - （NHKアナウンサー）
- 品田亮太 - （TBSアナウンサー）
- 原田葵 - （フジテレビアナウンサー、元欅坂46）
- 三谷紬 - （テレビ朝日アナウンサー）
- 川地洋平 - （毎日放送アナウンサー）
- 川島壮雄 - （関西テレビアナウンサー）
- 平野康太郎 - （朝日放送アナウンサー）
- 小松﨑花菜 - （名古屋テレビアナウンサー）
- 家森幸子 - （フリーアナウンサー、元テレビ東京アナウンサー）
- 内山久美子 - （フリーアナウンサー、元テレビ静岡アナウンサー）
- 大村正樹 - （フリーアナウンサー、元鹿児島放送アナウンサー）
- 落合美穂 - （フリーアナウンサー、元札幌テレビアナウンサー）
- 加藤明美 - （元日本テレビアナウンサー）
- 川上政行 - （フリーアナウンサー、元TVQ九州放送アナウンサー）
- 黒塚まや - （フリーアナウンサー、元テレビ山梨アナウンサー）
- 坂本洋子 - （フリーアナウンサー、元福島放送、静岡第一テレビアナウンサー）
- 漣彰人 - （元北海道テレビアナウンサー）
- 佐藤春雄 - （元秋田放送アナウンサー）
- 鈴木康子 - （フリーアナウンサー、元静岡放送アナウンサー、NHKアナウンサー)
- 永野絵理佳 - （テレビ山梨アナウンサー）
- 中野希友未 - （長野朝日放送アナウンサー）
- 大平真理子 - (テレビ新潟アナウンサー)
- 森本優 - （エフエム北海道アナウンサー）
- 是永千恵 - （NHK札幌放送局アナウンサー）
- 鎌田理奈 - （IBC岩手放送アナウンサー）
- 井関裕貴 - （秋田放送アナウンサー、元あいテレビ）
- 小坂憲央 - （山形放送アナウンサー）
- 遠藤敦子 - （さくらんぼテレビアナウンサー）
- 重松沙恵 - （さくらんぼテレビアナウンサー）
- 鈴木英門 - （テレビ新潟アナウンサー）
- 小山裕久 - （新潟テレビ21アナウンサー）
- 寺崎裕彦 - （富山テレビアナウンサー）
- 田島悠紀子 - （富山エフエム放送アナウンサー）
- 大木浩司 - （NHK富山放送局アナウンサー）
- 木下一哉 - （北日本放送アナウンサー）
- 横島繭子 - （北日本放送アナウンサー）
- 古川興二 - （元静岡朝日テレビアナウンサー）
- 吉田幸真 - （静岡放送アナウンサー）
- 平見夕紀 - （テレビ金沢アナウンサー）
- 松土美智子 - （テレビ金沢キャスター・元新潟テレビ21）
- 名越涼子 - （福井テレビアナウンサー）
- 大島さやか - （福井放送アナウンサー）
- 佐藤正幸 - （福井放送アナウンサー）
- 小澤瞳 - （静岡第一テレビアナウンサー）
- 吉田真人 - （NHK奈良放送局アナウンサー）
- 藤村直己 - （広島テレビアナウンサー）
- 廣瀬隼也 - （広島ホームテレビアナウンサー）
- 吉弘翔 - （広島ホームテレビアナウンサー）
- 眞方富美子 - （長崎文化放送アナウンサー）
- 服部友一 - （鹿児島読売テレビアナウンサー）
- 金城わか菜 - （沖縄テレビ放送アナウンサー）
- 古川貴裕 - （沖縄テレビ放送アナウンサー）

### 文芸
- 渡辺京二 - （評論家、『北一輝』により毎日出版文化賞、『逝きし世の面影』により和辻哲郎文化賞、『黒船前夜』により大佛次郎賞）
- 滝村隆一 - （評論家）
- 戸部民夫 - （作家、『「日本の神様」がよくわかる本』等）
- 宮本勇人 - （脚本家、舞台演出家、『VIVANT』、『君に届け』、『高嶺のハナさん』）

### 研究
- 五十嵐仁 - （社会学者、大原社会問題研究所名誉教授）
- 伊藤守 - （社会学者、早稲田大学教授）
- 井上由美子 - （社会福祉学者、城西国際大学大学福祉総合学部福祉総合学科教授・学部長）
- 大野晃 - （社会学者、高知大学名誉教授、旭川大学教授）
- 木下武男 - （社会学者、昭和女子大学教授）
- 小林直毅 - （社会学者、社会学部教授）
- 佐藤厚 - （社会学者、キャリアデザイン学部教授）
- 鈴木謙介 - （社会学者、関西学院大学准教授）
- 須藤春夫 - （社会学者、社会学部教授)
- 田中優子 - （社会学者、第19代法政大学総長、名誉教授）
- 高橋彦博 -（社会学者、名誉教授）
- 田村紀雄 - （社会学者、東京経済大学名誉教授）
- 中野育男 - （社会学者、専修大学教授）
- 長谷川万由美 - （社会学者、宇都宮大学教授）
- 飯田哲也 - （家族社会学者、日本福祉大学助教授、立命館大学産業社会学部教授）
- 松園俊志 - （観光学者、東洋大学名誉教授、前日本国際観光学会会長）
- 平林千春 - （東北芸術工科大学デザイン工学部企画構想学科教授）

　　　そのほかの出身者、卒業生及び関係者については「法政大学の人物一覧」を参照されたい